# Sojus 1
Sojus 1 war die erste bemannte Mission mit dem sowjetischen Raumschifftyp Sojus. Sie fand vom 23. bis 24. April 1967 statt. Aufgrund erheblicher technischer Mängel der Energieversorgung und des Lageregelungssystems wurde der Flug vorzeitig beendet. Der Kommandant Oberst Wladimir Komarow kam bei der Landung durch Versagen des Fallschirmsystems ums Leben.

## Situation
Die sowjetische bemannte Raumfahrt hatte von 1961 bis 1965 eine Reihe von Erstleistungen unter Einsatz der R-7-Trägerrakete und verschiedener Versionen des Wostok/Woschod-Raumschiffes erzielt:
- der erste bemannte Raumflug: Wostok 1 (April 1961)
- der erste Gruppenflug: Wostok 3 und Wostok 4 (August 1962)
- die erste Frau im All: Wostok 6 (Juni 1963)
- das erste mehrsitzige Raumschiff: Woschod 1 (Oktober 1964)
- der erste Ausstieg in den Weltraum: Woschod 2 (März 1965)

Danach verlor die Sowjetunion ihre Führungsrolle an die USA, weil die Leistungsfähigkeit der bisherigen Trägerraketen und Raumschiffe ausgereizt war. Die Raumschiffe der Wostok- und Woschodfamilie boten, im Gegensatz zu den amerikanischen Gemini-Raumschiffen, keine Möglichkeit der aktiven Bahnänderung oder Kopplung.
Das sollte durch das neu entwickelte Sojus-Raumschiff geändert werden, das sich seit 1963 in der Entwicklung befand.
Drei aufeinanderfolgende unbemannte Tests schlugen fehl.
- Beim ersten Start am 28. November 1966, unter der Tarnbezeichnung Kosmos 133, konnte das Raumschiff (Seriennummer 2) in der Erdumlaufbahn nicht in eine stabile Lage gebracht werden. Ein zweites Raumschiff (Seriennummer 1), das als Partner für ein Rendezvous mit Kosmos 133 hätte dienen sollen, blieb deshalb am Boden. Die Zündung der Bremsraketen von Kosmos 133 schlug mehrfach fehl. Als das Raumschiff schließlich wieder zur Erde zurückkehrte, drohte es, in China zu landen, wobei ein Selbstzerstörungsmechanismus hätte auslösen müssen. Das Raumschiff wurde nie gefunden, sodass man davon ausging, dass es wie geplant explodiert sei.
- Das Exemplar mit der Seriennummer 1 sollte ursprünglich das Rendezvous mit Kosmos 133 ausführen. Der wegen des Fehlschlages mit Kosmos 133 verschobene Start sollte nun am 14. Dezember 1966 erfolgen, jedoch versagte die Zündung einiger Triebwerke, sodass der Start abgebrochen wurde. Während des Enttankens zündete der Rettungsturm, worauf die Rakete in Brand gesetzt wurde und kurz danach explodierte. Mindestens eine Person kam dabei ums Leben.
- Ein drittes Raumschiff (Seriennummer 3) wurde am 7. Februar 1967 unter der Bezeichnung Kosmos 140 gestartet. In der Umlaufbahn konnte jedoch auch dieses Raumschiff nicht stabil gehalten werden. Der Wiedereintritt erfolgte steiler als geplant. Durch einen Fehler entwich die Luft aus der Rückkehrkapsel, zudem brannte der Hitzeschild durch. Schließlich stürzte die Kapsel in den zugefrorenen Aralsee, wo sie von Tauchern geborgen werden konnte.

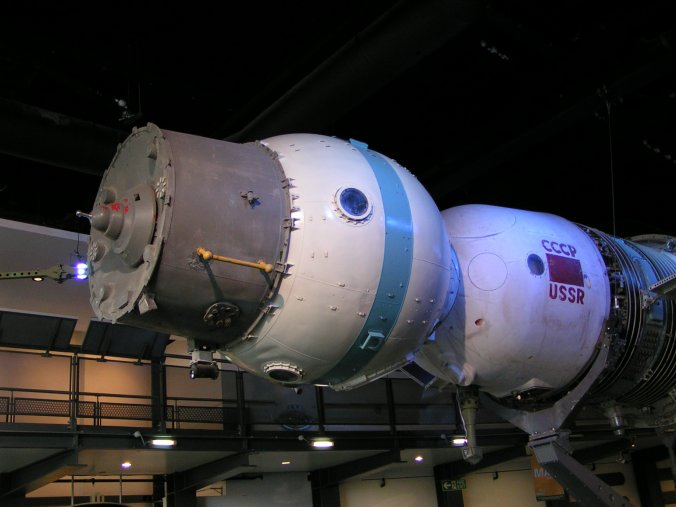
Typgleiches Modell Sojus 7K-OK(A) im National Space Centre in England

Das amerikanische Weltraumprogramm hatte schon ein Jahr zuvor, im Dezember 1965, mit Gemini 6 und Gemini 7 das erste bemannte Rendezvous durchgeführt, doch war das Apollo-Programm nach der Katastrophe von Apollo 1 im Januar 1967 vorerst zum Stillstand gekommen.
Für die Sowjets bedeutete dies die Möglichkeit, das Rendezvous mit einer Kopplung zu übertrumpfen und dazu noch den ersten Umstieg von Raumfahrern in der Erdumlaufbahn vorzuweisen. Somit wurde für die nächsten beiden Sojus-Raumschiffe ein bemannter Doppelstart angesetzt.

## Besatzung
Sojus 1 wurde von Wladimir Komarow gesteuert. Komarow hatte bereits mit Woschod 1 Weltraumerfahrung gesammelt. Als erster Ersatzmann fungierte sein Freund Juri Gagarin, der sechs Jahre zuvor als erster Mensch ins All geflogen war.

## Flugverlauf und aufgetretene Probleme
Der Start von Sojus 1 mit Wladimir Komarow an Bord erfolgte am 23. April 1967. Ein weiteres Sojus-Raumschiff (Sojus 2A, Seriennummer 5) mit drei Mann Besatzung sollte am Tag danach folgen. Dabei waren eine Kopplung und der Umstieg von zwei Kosmonauten vorgesehen. Die Flugleitung unter der Leitung von Pawel Agadschanow befand sich in Jewpatorija auf der Krim.

### Solarmodul und Sonnensensor versagen
Schon kurz nach Erreichen der Umlaufbahn stellten sich die ersten Probleme ein. Eines der beiden Solarmodule hatte sich nicht entfaltet, die Energieversorgung war also nicht gewährleistet. Das Raumschiff konnte nicht stabil zur Sonne ausgerichtet werden, sodass auch das zweite Solarmodul nicht genügend Leistung abgeben konnte. Diese Orientierung des Raumschiffes im normalen Flugbetrieb sollte über einen Sonnensensor erfolgen, der eine Fehlfunktion aufwies. Da das Sojus-Raumschiff nur über relativ schwache Batterien verfügte, war somit die vorgesehene Missionsdauer nicht möglich. Zudem schien der Kurzwellensender nicht fehlerfrei zu arbeiten, sodass eine sichere Verbindung nur über UKW möglich war, wenn sich das Raumschiff über der Sowjetunion befand.
Es wurde anfangs kurzzeitig erwogen, dass nach dem ursprünglich geplanten Start von Sojus 2A die Kosmonauten Jelissejew und Chrunow während ihres Außenbordumstiegs das verklemmte Solarmodul von Hand ausfahren sollten, mit den zunehmenden Problemen der Lagekontrolle war aber ein sicheres Dockingmanöver ohnehin nicht mehr möglich. Der Start von Sojus 2A wurde abgesagt, offiziell wurden die schlechten Wetterverhältnisse am Startplatz als Grund angegeben.

### Automatische Lagekontrolle versagt
Drei Ionenflussdetektoren sollten die Korrekturdaten zur exakten Ausrichtung des Raumschiffes für das Bremsmanöver liefern. Dieses System misst die Abweichungen der Längsachse des Raumschiffes von seiner Flugrichtung im Orbit und wandelt diese in entsprechende Lagekontrollsignale um. Bei einer ungenauen Längsausrichtung kann die Arbeit des Bremstriebwerkes den Übergang in eine sichere Abstiegsbahn  nicht garantieren, die Zündung wird dann automatisch unterdrückt. Unter Nutzung dieses Systems wurde im 16. Umlauf (23. April 1967; 23:56:12 UT) der erste Versuch unternommen, die Bremsraketen zu zünden und Komarow vorzeitig zur Erde zurückzubringen. Der Versuch schlug jedoch fehl, da die Sensoren widersprüchliche Daten lieferten. Sojus 1 verblieb in der Umlaufbahn. Die Flugleitung entschied, keinen weiteren Bremsversuch mit dem automatischen System im nächsten Umlauf durchzuführen. Die Zeit drängte jedoch, weil Befürchtungen bestanden, dass die Energieversorgung ab Umlauf 20 oder 21 endgültig versagen werde.

### Manuelle Landeprozedur
Stattdessen sollte der 17. Umlauf der Vorbereitung einer weitgehend manuell kontrollierten Landung dienen. Dazu wurden wahrscheinlich die rein optischen Orientierungssysteme in Kombination mit dem Gyroskop verwendet. Da eine optische Orientierung Tageslicht voraussetzt und der geplante Zündpunkt des Bremsmanövers auch im 18. Umlauf noch auf der Nachtseite lag, wurde das Raumschiff auf der gegenüberliegenden Seite der Erde (also etwa über Papua-Neuguinea) mit optischen Mitteln ausgerichtet und dann mittels des inertialen Modus mit den Signalen des Gyroskops in dieser Lage stabilisiert. Dieses recht anspruchsvolle manuelle Manöver gelang offensichtlich.

### Wiedereintritt und Absturz
Nach der notwendigen weiteren halben Umkreisung (noch im 18. Umlauf) zündete Komarow um 02:57:15 UT das Bremstriebwerk kurz nach dem Überqueren des Äquators über dem Atlantik manuell, wodurch eine Landung in der UdSSR bei Tageslicht möglich wurde. Gegen 03:14 UT meldete Komarow kurz vor dem Eintritt in die Atmosphäre das erfolgreiche Bremsmanöver und eine Lageabweichung von über 8° gegenüber dem geplanten Eintrittswinkel. Dadurch erfolgte kein zweiteiliger Abstieg, sondern ein rein ballistischer, der den Landeort westlich verschob. In den Funk-Blackout geriet das Raumschiff zwischen 03:15 und 03:16 UT, wobei die Bremsverzögerung bis zu 8 g erreichte. In einer Höhe von etwa sieben Kilometern wurde das Hauptfallschirmsystem aktiviert. Der Hilfsschirm öffnete sich, zog jedoch den Hauptschirm nicht aus dem Container. Die Kontrollsysteme detektierten die zu hohe Sinkgeschwindigkeit und aktivierten den Reservefallschirm. Dieser wurde vollständig aus seinem Container gezogen, entfaltete sich jedoch ebenfalls nicht. Die Landekapsel von Sojus 1 schlug um 03:22:52 UT ca. 2 km entfernt der Ortschaft Karabutak (Oblast Orenburg, damals RSFSR, heute Russland) mit einer Geschwindigkeit von etwa 40 m/s (ca. 145 km/h) hart auf dem Boden auf. Komarow wurde dabei getötet.

### Spekulationen
Dass er die Landung nicht überleben würde, dürfte Komarow erst bewusst geworden sein, als sich nach dem Versagen des Hauptfallschirms auch der Reservefallschirm nicht entfaltete. Zu diesem Zeitpunkt befand er sich nur noch in ca. 5000 m Höhe und konnte bereits nicht mehr über UKW von ausländischen Funkstationen empfangen werden. Daher sind gelegentliche Berichte über in der Türkei empfangene Schreie und Flüche in das Reich der Spekulation zu verweisen. Über den tatsächlichen Funkverkehr zwischen dem Ende des Blackouts und dem Aufprall wurde offiziell nichts bekannt gegeben. Offiziell gab es den letzten Funkkontakt kurz vor dem Wiedereintritt.
Weit nach dem Ende der Sowjetunion beschäftigte sich eine Dokumentation des Fernsehsenders Perwy kanal mit dem Flug von Sojus 1. Neben einer Filmaufnahme des Aufschlags enthält der Beitrag Tonaufnahmen, bei denen es sich um ein Funkgespräch von Wladimir Komarow und Juri Gagarin sowie auch die letzte empfangene Durchsage von Wladimir Komarow handeln soll.

## Ursachen des Absturzes
In ersten Berichten wurde angegeben, dass sich die Fangleinen des Hauptschirms verdreht hätten und sich daher der Hauptschirm nicht gänzlich entfaltet hätte. Bei der Untersuchung wurde auch das aus dem gleichen Fertigungslos stammende, aber nicht gestartete Raumschiff Sojus 2A intensiv untersucht. Dabei zeigten sich die gleichen Konstruktions- und Fertigungsmängel wie bei Sojus 1. Eine Analyse des Fertigungsprozesses ergab, dass während des Aushärtens in einem Autoklaven Bindemittel des ablativen Hitzeschutzes in den Hauptschirmbehälter gelangt war. Dieses war an dessen Wandung kondensiert und hatte eine raue Schicht gebildet. Dadurch erhöhte sich die Haftreibung zwischen Container und Schirm. Daneben soll sich durch den Druck der Kabinenatmosphäre gegenüber dem relativ geringen atmosphärischen Außendruck in ca. 7 km Höhe der Fallschirmcontainer nach seiner Öffnung stärker komprimiert haben als vorgesehen. Die dabei insgesamt entstehenden Reibungskräfte verhinderten, dass der Hilfsschirm den Hauptschirm aus dem Behälter zog. Dafür wäre unter den oben genannten Bedingungen eine Zugkraft von ca. 30 kN nötig gewesen, der Hilfsschirm erreichte aber maximal 18 kN und die Landekapsel der ersten Version 7K-OK des Sojus-Raumschiffes hatte eine Masse von 2,5 t, somit ein Gewicht von 25 kN. Ein direktes Abwerfen des Hilfsschirms war nicht möglich. Der Reserveschirm wurde zwar ausgelöst, konnte sich aber nicht entfalten, da er genau in den Windschatten des noch unmittelbar über der Landekapsel befindlichen Hilfsschirms des Hauptschirmsystems geriet. Beide Mängel waren in dem vorausgegangenen Testflug von Kosmos 140 nicht aufgetreten, bei dem sich der Hauptschirm entfaltet hatte. Hier war eine andere Abdichtung des Hauptschirmcontainers im Autoklaven verwendet worden. Daneben kam es während des Wiedereintritts von Kosmos 140 zur Dekompression, sodass die nicht unerhebliche Druckdifferenz auf den Schirmcontainer entfiel. Diese Fehler in Konstruktion (Positionierung des Reserveschirmes, mangelnder Kompressionswiderstand des Hauptschirmcontainers) und Fertigung (Bindemittelkontaminierung) waren letztlich für den tödlichen Ausgang des Unternehmens ursächlich. Das gesamte Fallschirmsystem wurde für die nachfolgenden Flüge überarbeitet.

## Auswirkungen
Der Absturz von Sojus 1 und der Tod von Komarow waren ein schwerer Schlag für die sowjetische bemannte Raumfahrt. Oberst Komarow galt zu diesem Zeitpunkt als einer der am besten qualifizierten aktiven sowjetischen Kosmonauten. Zum ersten Mal musste ein Fehlschlag vor der Weltöffentlichkeit zugegeben werden.
Bei der Untersuchung des Unglücks wurden mehrere Konstruktions- und Fertigungsmängel aufgedeckt. Unter anderem wurden auch die Konstruktionsfehler bei den Bremsschirmen entdeckt. Wäre Sojus 2A wie geplant gestartet, wären bei der Aktivierung des Hauptschirmes auch diese drei Kosmonauten ums Leben gekommen. Eine sichere Landung mit dem Reserveschirm wäre bei beiden Raumschiffen nur ohne vorherige Aktivierung des Hauptsystems möglich gewesen. Inwieweit eine solche Prozedur zur Rettung der Besatzung bei einem Start von Sojus 2A rechtzeitig genug erkannt und genutzt worden wäre, ist unklar. Der abgesagte bemannte Raumflug erhielt offiziell keine Nummer, wird jedoch meist als Sojus 2A bezeichnet. Die ursprünglich geplante Bezeichnung Sojus 2 wurde später für ein unbemanntes Sojus-Raumschiff verwendet.
Durch die notwendig gewordenen Änderungen in Konstruktion und Fertigung verschob sich der nächste unbemannte Start von Sojus-Raumschiffen mit Kosmos 186 und Kosmos 188. Der nächste bemannte Start erfolgte mit Sojus 3 im Oktober 1968, und das geplante Umsteigen von Kosmonauten wurde erst im Januar 1969 mit Sojus 4 und Sojus 5 erfolgreich durchgeführt.